# Communauté de communes de la Région de Condrieu
La communauté de communes de la Région de Condrieu est une ancienne structure intercommunale française, située dans le département du Rhône en région Auvergne-Rhône-Alpes.

## Historique
En 2017, des discussions sont ouvertes avec ViennAgglo pour engager un rapprochement volontaire entre les deux établissements publics de coopération intercommunale. Le 24 avril 2017, un arrêté interpréfectoral de projet de périmètre de la nouvelle communauté d’agglomération est pris. Au cours de l'été suivant, l'ensemble des conseils municipaux et les deux conseils communautaires des EPCI approuvent l’arrêté interpréfectoral ainsi que les statuts de la nouvelle communauté d’agglomération qui est créée au 1er janvier 2018 sous le nom de Vienne Condrieu Agglomération et qui comprend également la commune de Meyssiez.

## Communes
La communauté de communes comprenait onze communes :
| Code INSEE | Commune                | Maire            | Population  | Superficie | Densité        | Délégués |
| ---------- | ---------------------- | ---------------- | ----------- | ---------- | -------------- | -------- |
| 69007      | Ampuis                 | Gérard Banchet   | 2 538 hab.  | 1 557 ha   | 163 hab./km²   | 6        |
| 69064      | Condrieu               | Thérèse Corompt  | 3 927 hab.  | 921 ha     | 388,6 hab./km² | 8        |
| 69080      | Échalas                | Christiane Jury  | 1 347 hab.  | 2 095 ha   | 64,3 hab./km²  | 4        |
| 69097      | Les Haies              | Albert Marin     | 727 hab.    | 1 597 ha   | 45,5 hab./km²  | 4        |
| 69118      | Loire-sur-Rhône        | Guy Martinet     | 2 273 hab.  | 1 660 ha   | 136,9 hab./km² | 6        |
| 69119      | Longes                 | Lucien Bruyas    | 833 hab.    | 2 406 ha   | 34,6 hab./km²  | 4        |
| 69193      | Saint-Cyr-sur-le-Rhône | Georges Rivoiron | 1 105 hab.  | 602 ha     | 183,6 hab./km² | 4        |
| 69236      | Saint-Romain-en-Gier   | Jean Micard      | 491 hab.    | 405 ha     | 121 hab./km²   | 4        |
| 69189      | Sainte-Colombe         | André Masse      | 1 955 hab.  | 160 ha     | 1222 hab./km²  |          |
| 69252      | Trèves                 | Annick Guichard  | 692 hab.    | 756 ha     | 91,5 hab./km²  | 4        |
| 69253      | Tupin-et-Semons        | Pascal Gerin     | 441 hab.    | 826 ha     | 53 hab./km²    | 4        |
| Totaux     | 11 communes            |                  | 15 981 hab. | 11 984 ha  | 133,4 hab./km² | 48       |

Les chiffres de population retenus sont la population sans doubles comptes (recensement général de la population entre 2004 et 2007 hormis Tupin-et-Semons).